# Вестерго
Вестерго (др.-фриз. Westergo, з.-фриз. Westergoa) был одним из трёх регионов, из которых в средневековое время состояла нынешняя провинция Фрисландия. Первоначально этот регион был административной единицей Франкской империи, на что указывает часть слова -го (гау); позже Вестерго был также одной из административных единиц Фрисландии.

## Гау

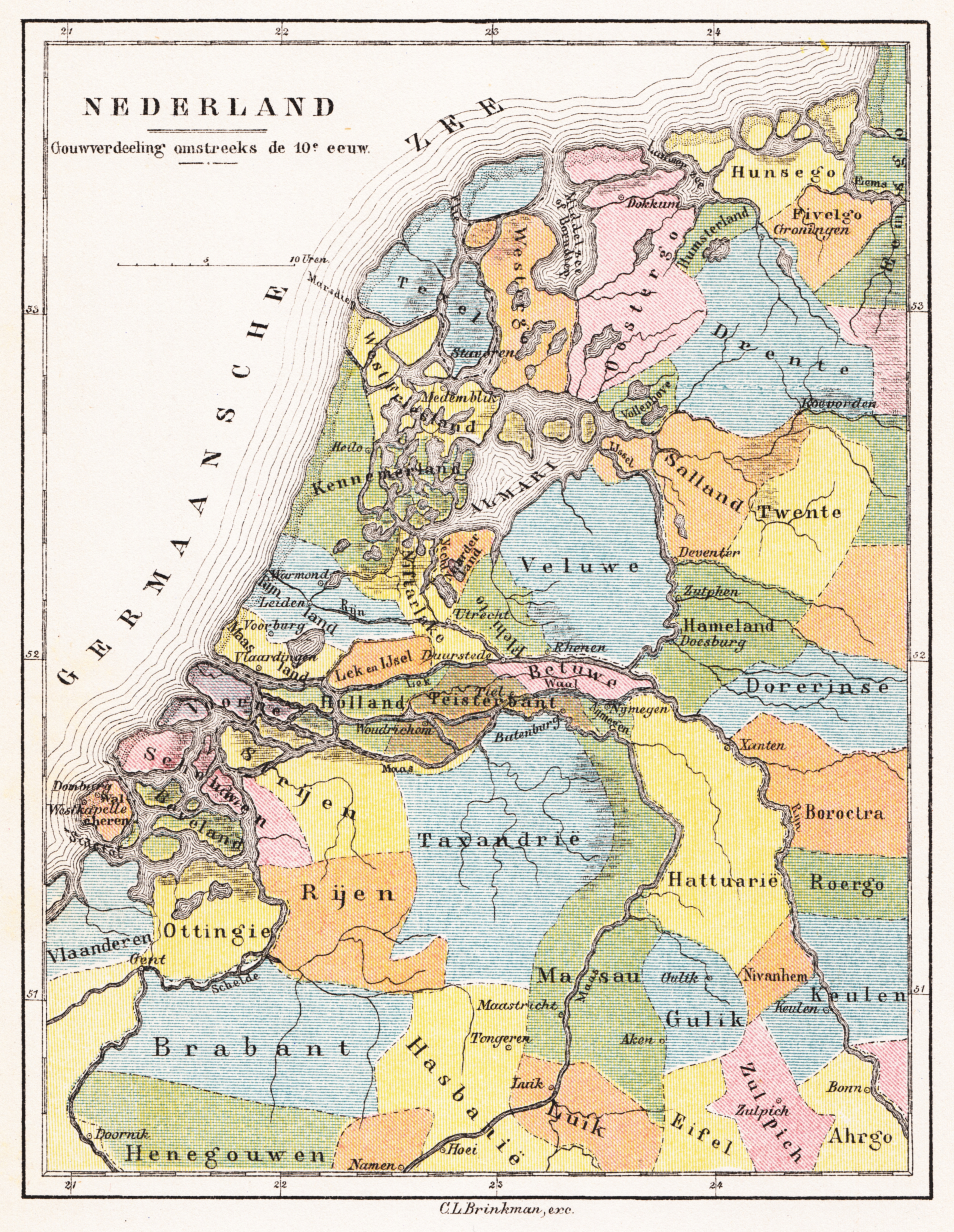
Административное деление Нижних Земель в X веке

Мидделзе разделял нынешнюю провинцию на две части. Таким образом, западной частью был Вестерго, восточной частью — Остерго, Зевенвауден располагался на юге и востоке, на границе с нынешними провинциями Флеволанд и Дренте. Береговая линия западного региона в то время проходила через города Берликюм, Бетгюм, Марсюм, Боксюм и Йеллюм.
Это территориальное деление на гау восходит к временам Карла Великого. Дата, когда Карлом было основано гау Вестерго, до сих пор неизвестна. Несомненно, Вестерго существовал как графство в XI веке. Были найдены монеты, которые чеканились в Болсварде в то время, когда Бруно II был графом Вестерго. Это также указывает на то, что Болсвард первоначально был столицей Вестерго.

## Связь с названиями общин
Название Вестерго предлагается для нескольких объединённых общин в Фрисландии, но не выбрано в качестве такового:
- Инициативная группа Зюдвестерго внесла предложение переименовать объединённую общину Юго-Западная Фрисландия в Южный Вестерго (з.-фриз. Súdwestergo), по историческому названию Вестерго.
- По состоянию на 1 января 2018 года на северо-западе Фрисландии был создан новый муниципалитет, в котором могло бы быть название «Вестерго», но в итоге жители выбрали имя Вадхуке. Другими вариантами были Франекер и Новый Вестерго[1].